# Ciclofani

Esempi di ciclofani

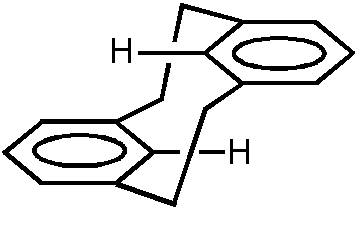
[2.2]metaciclofano

I ciclofani sono composti organici idrocarburici costituiti da un'unità aromatica (tipicamente un anello benzenico) e una catena alifatica che forma un ponte tra due posizioni non adiacenti dell'anello aromatico. Sono noti anche derivati più complessi con più unità aromatiche e ponti disposti in modo alternato. I ciclofani sono ben noti per essere molecole in tensione, a volte anche notevole.